# Distretto di Xi
Il distretto di Xi (西区S, Xī QūP) è un distretto della Cina, situato nella provincia di Sichuan e amministrato dalla prefettura di Panzhihua.